# Preobrajenka, Tomakivka
Preobrajenka (în ucraineană Преображенка) este localitatea de reședință a comunei Preobrajenka din raionul Tomakivka, regiunea Dnipropetrovsk, Ucraina.

## Demografie
Componența lingvistică a localității Preobrajenka
     Ucraineană (95,47%)
     Rusă (4,09%)
     Alte limbi (0,44%)
Conform recensământului din 2001, majoritatea populației localității Preobrajenka era vorbitoare de ucraineană (95,47%), existând în minoritate și vorbitori de rusă (4,09%).